# سرتل دينغو (سادات محمودي)
سرتل دينغو (بالفارسية: سرتل دینگو) هي قرية تقع في إيران في قسم سادات محمودي الريفي. يقدر عدد سكانها بـ 121 نسمة بحسب إحصاء 2016.